# لبان كروي
لبان كروي أو بوسويلية كروية (الاسم العلمي:Boswellia globosa) هو نوع من النباتات يتبع جنس اللبان من الفصيلة البخورية.